# 宮内菜
宮内菜（みやうちな）、別名芯摘菜（しんつみな）は、アブラナ科アブラナ属の野菜。かき菜の一種で、発祥の地は群馬県前橋市。

## 沿革
昭和30年（1955年）頃の芳賀村（現・前橋市）の農業はコメ・ムギの生産が主体であったが、野菜類の出荷は貴重な現金収入の手段であった。平成5年の『芳賀の町誌』によると、トマト、キュウリ、ナス、ダイコン、ネギ、ジャガイモなどが栽培されていた。昭和31年の『芳賀村誌』にも、水田稲作の裏作に菜種を栽培することがあったと記述がある。
ところが、冬から春にかけての現金収入が少なくなるのは農家にとって悩みの種であった。前橋市小神明町の農家・宮内禎一は、いろいろ考えた末「芯つみ菜」の種子を全国から集めて栽培を開始した。すぐに花が咲いてしまい、長い間収穫できるものは見つからなかったので自ら作出しようと取り組み始めた。一応満足できるものが出来ると市場に出したが、3年目あたりから注目を集め、高値で取引された。このため「八百屋殺しの菜っぱ」と呼ばれたこともある。
小神明町の近隣の農家も生産するようになり、「宮内の菜っぱ」はいつしか「神明の菜っぱ」と呼ばれていた。現金収入の少ない春をしのげることから「春しのぎ」とも呼ばれた。そんなある日、用事があって立ち寄った役人にこの菜っぱを出したところ、興味を持たれた。これがきっかけとなりカネコ種苗の知るところとなる。カネコ種苗の指導のもと、農林水産省に種苗名称登録の申請をしたところ、3年の審査を経て1974年2月、農林水産省種苗名称登録256号として正式に登録された。栽培を開始してから18年が経過していた。なお、『上毛新聞』によると種子を商品化したのは1972年である。

## 利用
宮内菜は晩生で、3月下旬から5月まで長い間収穫できる。春の葉物にありがちな苦みよりも甘みがまさり、アクは少ない。おひたし、胡麻和え、一夜漬け、炒め物、味噌汁などに利用される。ビタミンCやカルシウムを豊富に含む。